# دایموند شامراک
دایموند شامراک (انگلیسی: Diamond Shamrock) شرکت پالایش نفت آمریکایی است، که در سال ۱۹۱۰ تأسیس شد.